# 네메아의 사자

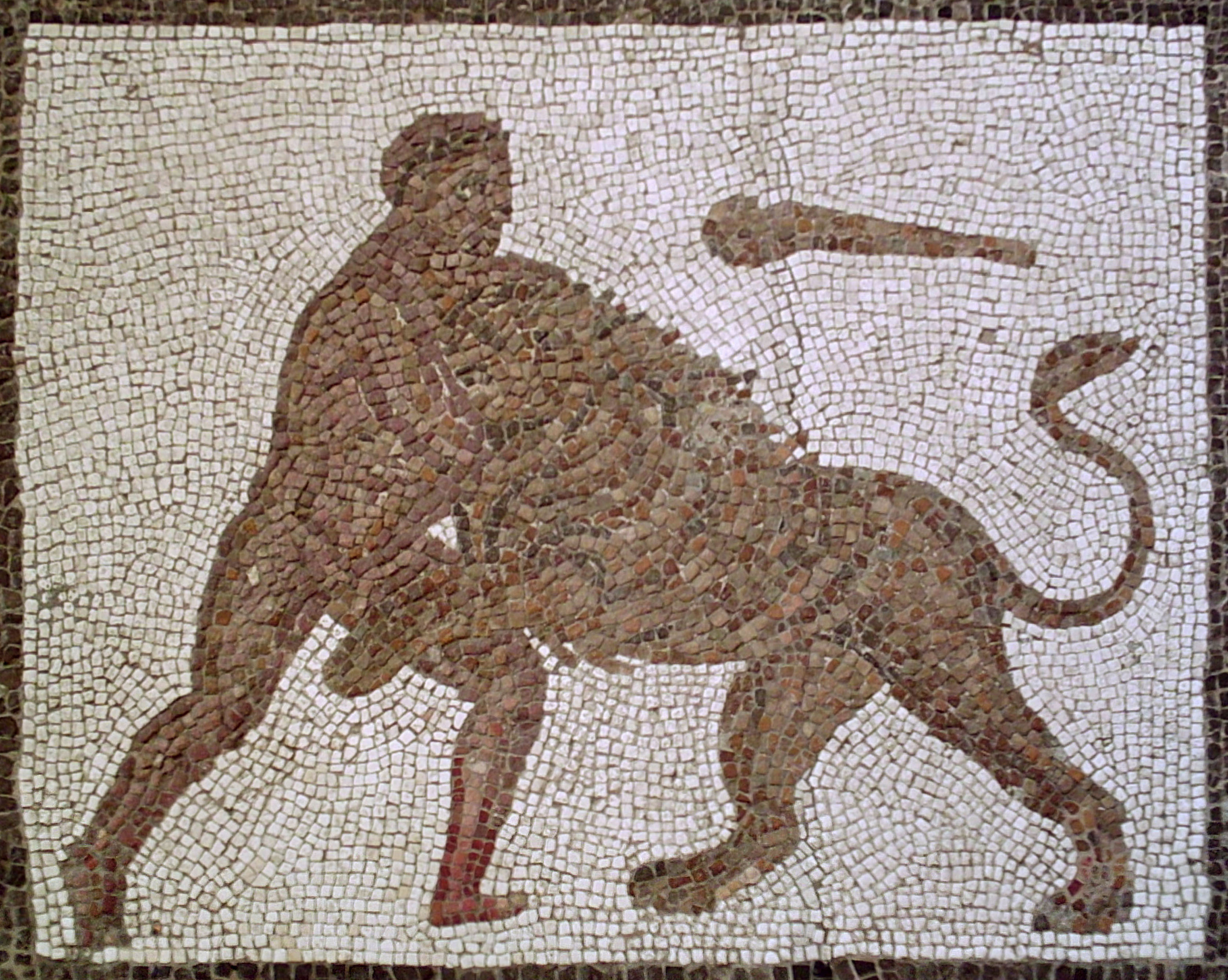
헤라클레스와 네메아의 사자

네메아의 사자(그리스어: Λιοντάρι της Νεμέας)는 그리스 신화에 나오는 괴물로 트레토스 산의 네메아 골짜기에 출몰하는 사자이다. 트레토스 산 인근 마을, 멀리는 티린스와 미케네 지방에까지 출몰하여 사람과 가축을 물어 죽였다. 티폰과 에키드나의 자식이라고도 하고, 키마이라와 오르트로스의 자식, 혹은 달의 여신 셀레네가 기르다가 쫓아냈는데 헤라가 맡아 네메아로 보냈다고도 한다. 어떤 공격에도 상처 입지 않는 두껍고 견고한 가죽을 가졌다.
헤라클레스가 아르고스의 지배자인 에우리스테우스로부터 받은 첫 번째 과업은 네메아의 사자를 퇴치하는 것이었다. 그는 목적지인 네메아 계곡으로 가던 중 클레오나이 마을에 이르러 몰로르코스라는 가난한 농부의 집에서 묵게 되었다. 몰로르코스는 자신의 아들이 네메아의 사자에게 죽었다는 것을 말하며 헤라 여신의 노여움을 풀고자 자신의 전 재산인 양을 바치려고 하였다. 헤라클레스가 이것을 막자 몰로르코스는 그에게 양을 잡아주기로 한다. 헤라클레스는 이것 또한 사양하며 30일을 기다려서 자신이 사자를 잡아서 돌아오거든 양을 제우스 신에게 제물로 바치고, 자신이 오지 않으면 죽음을 슬퍼하며 자신에게 제물로 바치라고 일러주었다.
네메아의 사자와 맞닥뜨린 헤라클레스는 사자의 가죽이 화살과 창으로도 뚫리지 않고, 칼로도 베이지 않는다는 것을 알았다. 사자는 공격을 받을 때마다 입구가 두 개인 동굴로 도망쳤다. 이것을 본 헤라클레스는 동굴의 입구 한 쪽을 바위로 막고 나무 몽둥이로 사자의 머리를 때려 동굴로 유인한 뒤에 목을 졸라 죽였다. 헤라클레스가 사자의 시체를 둘러메고 클레오나이 마을로 돌아왔을 때 몰로르코스는 헤라클레스가 죽은 줄 알고 제물을 바치려고 하고 있었다. 몰로르코스는 제우스에게 양을 제물로 바치며 헤라클레스를 찬양하였다. 훗날 헤라클레스는 엘리스 왕국과 전쟁을 치르면서 클레오나이 사람들에게 많은 도움을 받았다. 헤라클레스는 전 재산인 양을 잡아주려고 했던 몰로르코스를 위해서 네메아 근방에 몰로르키아라는 도시를 세우고, 네메아 숲을 조성하여 그리스 4대 경기 중 하나인 네메아 경기가 열리도록 하였다.
헤라클레스가 사자를 죽였다는 소식에 에우리스테우스는 깜짝 놀라며 헤라클레스가 잡아온 짐승을 가지고 성 안으로 들어올 수 없도록 명령하였다. 에우리스테스는 부하들을 시켜 청동 항아리를 땅에 묻게 한 뒤 이후부터 청동 항아리에 숨어서 헤라클레스와 직접 대면하는 것을 피하고 코프레우스라는 전령을 보냈다. 사자 퇴치 보고를 끝낸 헤라클레스는 죽은 사자의 가죽을 벗겨서 갑옷으로 입고 다녔는데, 여러 예술 작품에서 자주 이 사자 가죽을 입은 헤라클레스가 묘사된다.
헤라클레스에게 죽은 네메아의 사자는 후에 제우스가 아들의 업적을 빛내고자 별자리인 사자자리로 만들었다고 한다.

## 같이 보기
- 유럽사자
- 차보의 식인사자

## 참고 자료
- 《이윤기의 그리스 로마 신화 4》, 이윤기, 2007년[쪽 번호 필요]
- 《그리스 신화》, 메네라오스 스테파니데스, 2003년[쪽 번호 필요]